# آلیسون بوریج
آلیسون بوریج (انگلیسی: Allison Beveridge؛ زادهٔ ۱ ژوئن ۱۹۹۳) دوچرخه‌سوار زن اهل کانادا است.
وی در مسابقات کشوری و بین‌المللی در مجموع برندهٔ ۳ مدال طلا، ۵ مدال نقره، ۶ مدال برنز شده‌است.